# Bielica (obwód grodzieński)
Bielica (biał. Беліца) – agromiasteczko (dawniej miasteczko) na Białorusi w rejonie lidzkim obwodu grodzieńskiego. Miejscowość położona jest na południe od Lidy na brzegu Niemna.
Siedziba parafii prawosławnej (pw. Podwyższenia Krzyża Pańskiego) i rzymskokatolickiej (pw. św. Jerzego Męczennika).

## Historia

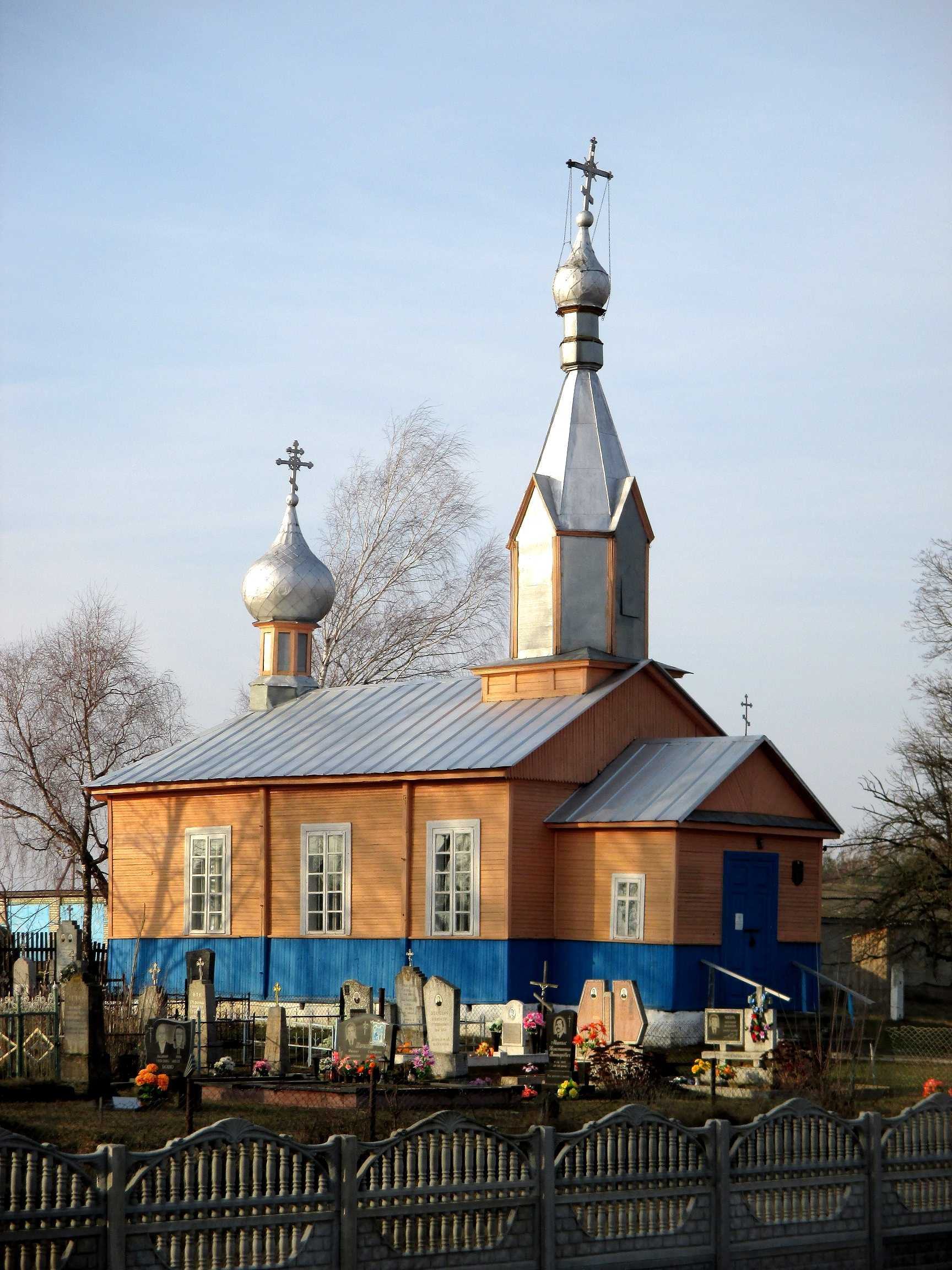
Cerkiew Podwyższenia Krzyża Pańskiego

Bielica została darowana przez Zygmunta Augusta Mikołajowi Radziwiłłowi Rudemu, który w 1553 r. oddał lokalny kościół kalwinom. W XVII w. odbywały się tutaj synody kalwińskie. W 1717 r. ewangelicy litewscy odbyli tu zjazd, który wysłał Michała Wołka Łaniewskiego do Augusta II ze skargami na prześladowania ewangelików po Sejmie Niemym. W 1897 r. w Bielicy zamieszkiwało 679 Żydów, stanowili około 40% całej populacji miejscowości. Żydzi osiedlali się tu wcześniej, prawdopodobnie już XVI wieku. Przed 1914 r. własność ks. Wittgensteina. Była tutaj przeprawa przez Niemen i stacja obserwacyjna i portowa. 
Za II Rzeczypospolitej miejscowość należała do powiatu lidzkiego w województwie nowogródzkim.
Według spisu powszechnego z 1921 roku, liczebność Żydów spadła do 483 osób. Spowodowane było to trudną sytuacją gospodarczą, oraz działaniami wojennymi podczas I wojny światowej.
W 1941 roku, po wkroczeniu Niemców do Bielicy, większość domów żydowskich spalono. 23 lipca 1941 roku Niemcy zamordowali 36 lub 39 Żydów, mieszkańców Bielicy, w tym rabina Rutszejna. Mordu dokonano poza miastem, w pobliżu drogi do Słonimia. Resztę mieszkańców miasta wyznania mojżeszowego w ciągu kilku następnych tygodni wywieziono do Zdzięcioła, Lidy i Szczuczyna. Przeżyć udało się nielicznym. 
Społeczność żydowska posiadała synagogę oraz cmentarz, na którym zachowało się kilkaset nagrobków, głównie granitowych kamieni, ale wśród nich są również macewy wykonane z kamieni młyńskich.